# Olivia Sellstedt
Olivia Sellstedt (20 dicembre 2002) è un'ex sciatrice alpina svedese.

## Biografia
Sciatrice polivalente attiva dal novembre del 2018, Olivia Sellstedt ha disputato due gare in Coppa Europa, il 14 e il 15 gennaio 2023 a Pozza di Fassa in slalom speciale senza completare le prove, e ha vinto la medaglia d'argento nella discesa libera ai Campionati svedesi 2022; si è ritirata al termine della stagione 2023-2024. Non ha debuttato in Coppa del Mondo e non ha preso parte a rassegne olimpiche o iridate.

## Palmarès

### Campionati svedesi
- 1 medaglia:
  - 1 argento (discesa libera nel 2022)